# Passiflora organensis
Passiflora organensis Gardner – gatunek rośliny z rodziny męczennicowatych (Passifloraceae Juss. ex Kunth in Humb.). Występuje endemicznie w Brazylii (w stanach Bahia, Espírito Santo, Minas Gerais, Rio de Janeiro, São Paulo, Parana, Rio Grande do Sul oraz Santa Catarina).

## Morfologia
PokrójZdrewniałe, trwałe, nagie liany.
LiściePodwójnie lub potrójnie klapowane, ścięte u podstawy. Mają 3–7 cm długości oraz 2,5–10 cm szerokości. Całobrzegie, z ostrym wierzchołkiem. Ogonek liściowy jest owłosiony i ma długość 15–30 mm. Przylistki są liniowe o długości 2–4 mm.
KwiatyZebrane w pary. Działki kielicha są podłużnie lancetowate, białawe, mają 1,4–2 cm długości. Płatki są podłużne, białofioletowe, mają 0,7–1 cm długości. Przykoronek ułożony jest w jednym rzędzie, biało-purpurowy, ma 5 mm długości.
OwoceSą kulistego kształtu. Mają 1–1,5 cm średnicy.